# Ipotesi del mondo giusto
L'ipotesi del mondo giusto, o credenza in un mondo giusto (The Belief in a Just World, BJW), è un bias cognitivo basato su un'ideologia legittimante, discusso da Melvin J. Lerner (1980).
Tale ipotesi si basa sul senso di merito e di giustizia e sostiene che le persone meritino ciò che realmente ottengono: per questo motivo le persone che credono in questa ipotesi ritengono che il mondo sia un luogo dove le persone buone vengono ricompensate e le persone cattive punite (retribuzione terrena o immanente da parte di Dio, del karma, o anche dalla giustizia della società), dove regni la correttezza o la Provvidenza. La credenza in un mondo giusto risponde quindi ad un bisogno personale di credere che nel mondo regni una sorta di giustizia che premia i buoni e punisce i cattivi durante la vita presente.
Tra le varie declinazioni di questa ipotesi in ambiti di ricerca, è bene ricordare quella in cui è stata indicata come una norma personale in grado di guidare i comportamenti prosociali (si riceverà in egual misura a quanto è stato offerto al mondo, in generale. La ricompensa derivante dipende dalla credenza personale in un mondo giusto, per cui "otterrò un domani ciò che oggi do gratuitamente perché sono certo che, essendo il mondo un luogo giusto, verrò ricompensato per il mio gesto").
Per conservare tale illusione si è portati a colpevolizzare le vittime adducendo loro la responsabilità di quanto accaduto. Secondo il filosofo Peter Wessel Zapffe "l'uomo ha desideri e aspirazioni spirituali che la realtà non può soddisfare. Abbiamo aspettazioni di un mondo giusto e morale. L'uomo esige un senso in un mondo senza senso", in quanto la sua plus-coscienza è un errore biologico, e questo provoca la ricerca di una giustizia che non c'è.